# Torynobelodon
Torynobelodon — рід великих травоїдних ссавців, пов'язаних зі слонами. Torynobelodon жили під час епохи пізнього міоцену в Азії та Північній Америці.

## Таксономія
Шошані (1996) помістив Torynobelodon як синонім Platybelodon, але Ламберт і Шошані (1998) вважали, що він морфологічно відрізняється для окремого роду. Кладистичне дослідження 2016 року показало, що Torynobelodon є більш примітивним, ніж Platybelodon і Aphanobelodon.